# Parexarnis ignipeta
Parexarnis ignipeta là một loài bướm đêm trong họ Noctuidae.